# Станукинас, Людмила Игоревна
Людмила Игоревна Станукинас (25 ноября 1930, Алма-Ата — 8 июля 2020, Иерусалим) — советский кинорежиссёр-документалист. Заслуженный деятель искусств РСФСР (1989). Член Союза кинематографистов СССР.
Окончила Ленинградский институт иностранных языков (1953), преподавала английский язык в школе. С 1958 года работала на Ленинградской студии документальных фильмов, первоначально ассистент режиссёра Ефима Учителя, с 1969 года режиссёр; один из ключевых авторов студии.
Приобрела известность фильмами-портретами деятелей искусства — в частности, картинами о Павле Серебрякове (1969), Марке Бернесе (1971), Андрее Петрове («Андрей Петров. Сочинения»; 1972), Юрии Темирканове (1974), Илье Эренбурге (1977), Евгении Лебедеве («Лебедев крупным планом», 1978), Алисе Фрейндлих (1979), Вадиме Репине (1984), Мстиславе Ростроповиче (1990). Среди других работ Станукинас — «…Ваш Ив. Тургенев» по переписке И. С. Тургенева (1981) и «Свои, совсем особые стихи» о студии юных поэтов под руководством Вячеслава Лейкина (1982).
Фильм «День переезда» (1970, о многодетной семье, получающей новую квартиру) получил премию «Серебряный дракон» VII Международного кинофестиваля короткометражных фильмов в Кракове. Популярностью пользовалась также картина «Трамвай идёт по городу» (1973).
В 1994 году с мужем (с 1970 года), режиссёром-документалистом Павлом Коганом (1931-1998), репатриировалась в Израиль. Здесь их ученик Виктор Косаковский снял о них документальный фильм «Павел и Ляля. Иерусалимский романс» (1998). В 2018 году вышел документальный фильм «Ляля. Штрихи к портрету» петербургского режиссера Николая Макарова.
Ежегодно приезжала в Санкт-Петербург на фестиваль «Послание к человеку», а после кончины Павла Когана, учредила на фестивале приз его имени «За лучший российский короткометражный фильм».
Скончалась в Иерусалиме. Прах Людмилы Станукинас был перезахоронен в могилу Павла Когана на территории Комаровского некрополя 11 сентября 2021 г.

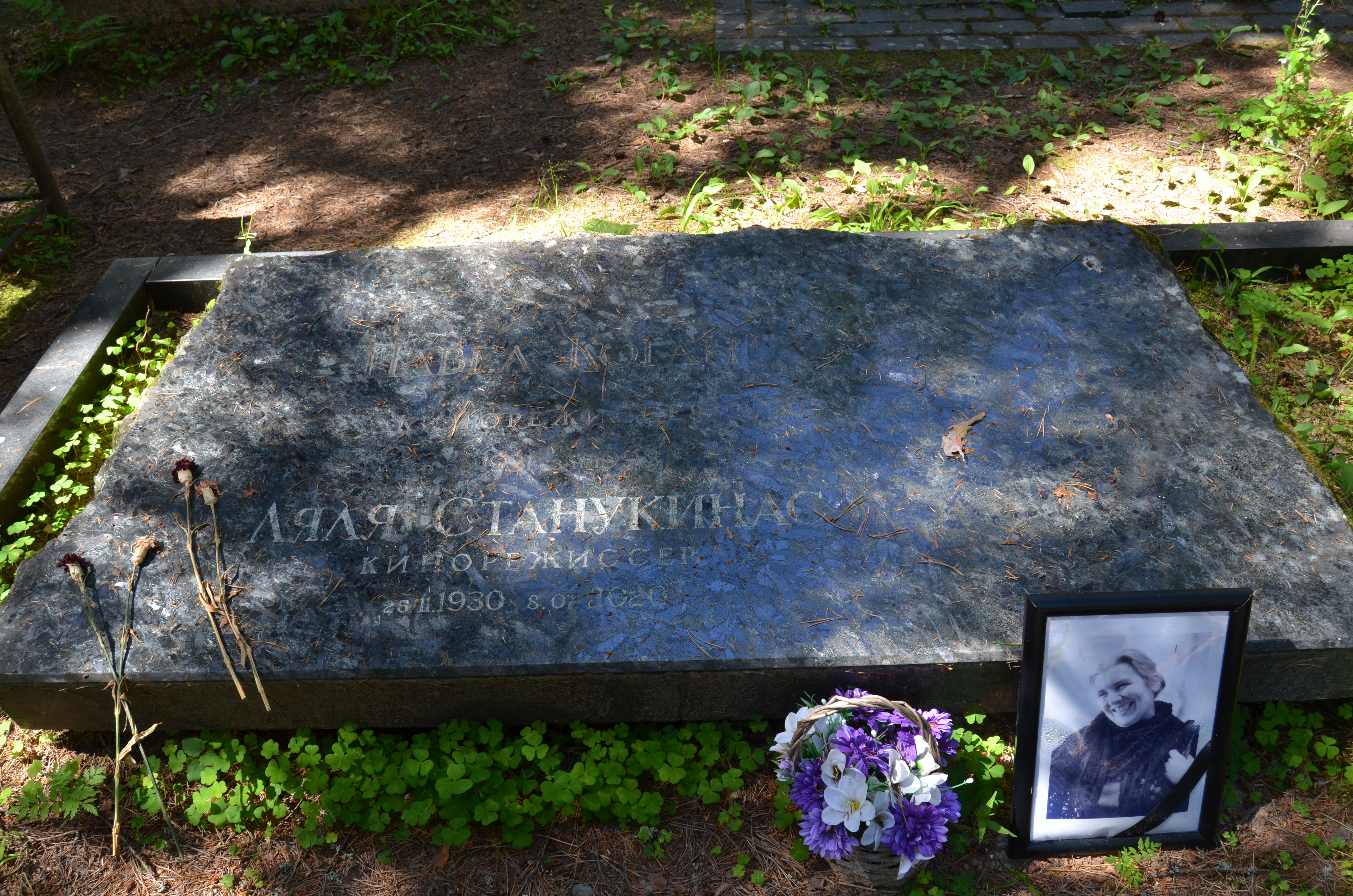
Могила Павла Когана и Ляли Станукинас на Комаровском кладбище